# Pedro Irujo
Pedro Irujo Yaniz (Navarra, 29 de junho de 1930 — Salvador, 15 de setembro de 2017) foi um empresário e político espanhol radicado no Brasil. Foi deputado federal, pelo Estado da Bahia,  entre 1991 e 2007.

## Biografia
Nascido na localidade de Etxarren, município de Araquil, Navarra, Pedro Irujo veio para o Brasil em 1956, estabelecendo-se primeiramente em São Paulo e, a partir de  1963, na Bahia, onde gerenciou a Breda Transportes. Em 1966, criou a Nordeste Transportes Especializados. Em 1980, comprou a TV Itapoan, Rádio Sociedade e a Itapoan FM, formando o Sistema Nordeste de Comunicação. Iniciou a vida política em 1980 e foi delegado nacional do antigo Movimento Democrático Brasileiro (MDB). Em 1986, seu filho Luiz Pedro foi eleito deputado estadual pelo mesmo partido.
Em 1990, Pedro Irujo foi eleito deputado federal, pelo  Partido da Renovação Nacional (PRN), tomando posse do mandato em 1991. Também em 1990, seu filho, Luiz Pedro, havia sido candidato ao governo da Bahia, pelo mesmo partido. ACM foi o vencedor daquele pleito. 
Em 1994, pelo PMDB, reelegeu-se deputado federal.[carece de fontes?]
Em 1998, reelegeu-se deputado federal.[carece de fontes?]
Em 2002, reelegeu-se deputado federal.
Em 2003, reelegeu-se deputado federal pelo PMDB
Em 2005, filiou-se novamente ao PMDB.[carece de fontes?]
Em 2006, candidatou-se à reeleição pelo PMDB mas renunciou à candidatura.

## Morte
Faleceu aos 87 anos, no dia 15 de setembro de 2017, no Hospital Aliança, onde estava internado, depois de sofrer problemas respiratórios.